# اوچکق ات پرنتیس
اوچکق ات پرنتیس (به فرانسوی: Uchacq-et-Parentis) یک کامین در فرانسه است که در Canton of Mont-de-Marsan-Nord واقع شده‌است.

## خصوصیات
اوچکق ات پرنتیس ۳۸٫۵۸ کیلومترمربع مساحت و ۵۶۸ نفر جمعیت دارد و ۴۵ متر بالاتر از سطح دریا واقع شده‌است.